# Liban Abdi
Liban Abdi (Burao, 5 de octubre de 1988) es un futbolista somalí naturalizado noruego. Juega de volante y su equipo actual es el SC Olhanense de la Primera División de Portugal.

## Trayectoria
Liban Abdi nació en Burao en 1988, pero abandonó su país tres años después, una vez desatada la guerra civil. Emigró a Noruega, pero fue en Inglaterra donde inició su actividad futbolística. 
En el 2007 llegó a debutar con el Sheffield United Football Club, siendo el primer futbolista somalí en jugar en la liga inglesa.

### Ferencvaros TC
Un año después, en febrero, es contratado por el club húngaro Ferencváros TC de la liga superior de ese país, equipo en donde juega actualmente. Jugó la Liga Europa de la UEFA 2011-12 donde llegó hasta segunda ronda. En ese torneo anotó 2 goles.

### Olhanense
Llegó para la temporada 2012-2013 para el Olhanense de Portugal. Ese año se salvó de milagro del descenso, salvándose en las últimas fechas.

### Academia de Coimbra
Jugó solo 6 meses en Academia.

## Selección nacional
Su primera convocatoria para jugar en el equipo nacional fue en el 2008, cuando formó parte del equipo sub-20 que enfrentó a Kenia en la primera ronda del clasificatorio sub-20 al Mundial de Egipto. A partir del 2009, juega en el seleccionado mayor.

## Clubes
| Club                           | País       | Año         |
| ------------------------------ | ---------- | ----------- |
| Sheffield United Football Club | Inglaterra | 2007 - 2008 |
| Ferencváros TC                 | Hungría    | 2008 - 2012 |
| SC Olhanense                   | Portugal   | 2012 - 2013 |